# Belvision
Belvision ist ein belgisches Filmstudio mit Sitz in Brüssel, das vor allem Animationsfilme erstellt. Das Studio wurde 1956 von Raymond Leblanc gegründet und wurde besonders durch die Verfilmung von Comicgeschichten bekannt. 1986 wurde das Studio verkauft, da Leblanc in Ruhestand ging. Bis 2005 erschienen regelmäßig Filme. Es folgte eine längere Pause, erst 2013 und 2014 wurden weitere Filme veröffentlicht.

## Filmografie (Auswahl)
- 1957–1964: Die Abenteuer von Tim und Struppi (Fernsehserie)
- 1965: Pinocchio im Weltraum
- 1967: Asterix der Gallier
- 1968: Asterix und Kleopatra
- 1969: Tim und Struppi im Sonnentempel
- 1971: Lucky Luke
- 1972: Tim und der Haifischsee
- 1976: Die Schlümpfe und die Zauberflöte
- 1993: Corentins phantastische Abenteuer
- 1995: Maria von Nazareth
- 2005: Yakari
- 2013: Loulou, das unglaubliche Geheimnis
- 2014: Asterix im Land der Götter